# Rybowo
Rybowo – wieś w Polsce położona w województwie wielkopolskim, w powiecie wągrowieckim, w gminie Gołańcz.
W latach 1975–1998 miejscowość administracyjnie należała do województwa pilskiego.
Wieś w gminie Gołańcz, 5 km na zachód od miasta, nad Jez. Rybowskim (8 ha). 
Należała do rodu Pałuków, pierwsza wzmianka z 1399 roku. 
Ponad jeziorem zrujnowany dwór z końca XVIII wieku, przebudowany w XIX wieku. 
Otaczają go resztki parku (3,25 ha), wśród których zwracają uwagę okazałe kasztanowce. 
Obok stara brama i nie tynkowana oficyna z połowy XIX wieku, 
a także ruiny zabudowań folwarcznych. Przy głównym skrzyżowaniu dom, 
kryty mansardowym dachem naczółkowym. Na szkole tablica z 
nazwiskami 20 ofiar II wojny światowej. Na domu nr 41 (
dawnym czworaku z 1901 roku) tablicą upamiętniono miejsce 
stacjonowania sztabu Armii Czerwonej w styczniu 1945 roku.